# Hírérték (média)
A hírérték egy, a hétköznapokban, de az újságírószakmában is használatos fogalom, közvetlenül arra utal, hogy az adott médium olvasói számára milyen jelentőséggel bír az adott információ, de áttételesen a sajtótermék - legyen az televíziós híradó, nyomtatott lap, rádiós hír vagy internetes újság - "eladhatóságára", vagyis várható nézettségére, hallgatottságára, olvasottságára is levonható következtetés.

## A hírérték meghatározása, jelentősége
Egy hír, információ jelentőségének egyik meghatározó szempontja, hogy az adott szerkesztőség olvasótábora kikből áll. Egy helyi lap számára nagy hírértéke lehet például a települési iskola felújításával kapcsolatos hírnek, míg ugyanez egy országos terjesztésű lapnál kisebb hangsúlyt kaphat. Egy bulvárlap számára valamelyik celebritás házassági válsága nagy hírértékkel bír, míg egy gazdasági napilap feltehetően nem foglalkozik majd a témával.
Az egyes információk egymáshoz viszonyított hírértéke határozza meg a hírfolyamot is, vagyis azt, hogy a hírek milyen sorrendben követik egymást a híradóban vagy a címlapon. A jelentősebb hírek kerülnek címlapra, vagy a híradó elejére, a kevésbé jelentősek kerülnek hátrébb. Ha a konkurens lapok szerkesztői jobban ráéreznek egy téma fontosságára, és az olvasók, nézők, hallgatók érdeklődését jobban felkeltő hírt helyeznek előrébb, úgy odavonzhatják médiafogyasztókat. Ha ez rendszeresen előfordul, az adott sajtótermék jelentősége, és ezzel együtt a bevétele is nőhet.

## A hírérték tartalmi elemei Lutz Erbring szerint
- aktualitás, meglepő erő
- bevett tematikai keret
- résztvevők ismertsége, befolyása
- kár, konfliktus, normasértés foka
- földrajzi közelség

## A  hír értékét jelentősen befolyásoló öt tényező
Egy másik összeállítás szerint, a hír értékét az alábbi öt tényező befolyásolja jelentősen:

„
- Hány embert érint – azaz nem mindegy, hogy egy információ az egész világot lázba hozza, vagy csak egy kisebb közösséget.
- Milyen mélyen érinti az információ az embereket – azaz nem mindegy, hogy AIDS-járvány tör ki, amely az emberi életet veszélyezteti, vagy „csak” egy influenzajárvány söpör végig az országon.
- Az információ a társadalmi hierarchia mely részét érinti – azaz nem mindegy, hogy az ország elnöke, vagy nagyon ismert ember (sztár) kerül életveszélybe, történik vele valami, vagy „egyszerű” polgár.
- Az információ kuriozitása, váratlansága – azaz nem mindegy, hogy „a kutya harapta meg a postást, vagy a postás a kutyát”.
- Az idő, a frissesség – „nincs öregebb a tegnapi hírnél”.

”

## A hírérték formai kritériumai
- Első dimenzió: szenzációhajhász – szenzációkerülő (A bulvárlapok hírértéke általában alacsony, mert nem megbízható a médium.)
- Második dimenzió: tájékoztató - nyíltan befolyásoló (A befolyásolással együtt jár a hírérték csökkenése, mert csökken a megbízhatóság, a hitelesség.)
- Harmadik dimenzió: sok hír - sok kommentár elem (Sajnos az elemző részek terjedelme csökkenőben van, mert a médium kényszerűen törekszik a hírérték magasan tartására.)